# Crataegus brazoria
Crataegus brazoria es una especie de planta del género Crataegus, perteneciente a la familia Rosaceae.

## Taxonomía
Crataegus brazoria fue descrita por Charles Sprague Sargent en 1901.

## Distribución
Se encuentra en el territorio de Texas.